# The Hoover Company
The Hoover Company – amerykańskie przedsiębiorstwo produkujące odkurzacze, pralki, pralko-suszarki i suszarki kondensacyjne pod marką Hoover. Przedsiębiorstwo zostało założone w 1908 r., w miejscowości New Berlin (North Canton) przez W.H. „Boss” Hoovera. Hoover kupił bowiem patent na odkurzacz od swojego kuzyna i wynalazcy Jamesa Murraya Spanglera. W 1908 sprzedano ok. 370 sztuk odkurzaczy modelu „0”.
Właścicielem marki w Europie jest Candy. W USA przedsiębiorstwo wchodzi w skład chińskiego koncernu TTI (Techtronic Industries).

## Historia
Pierwsze odkurzacze Hoovera trafiły do Europy ok. 1912, do Francji, Belgii, Holandii, Szkocji, Norwegii, a nawet Rosji. Intensywną sprzedaż na terenie Europy rozpoczęto po I wojnie światowej. Pierwszą filię założono w Londynie (Hoover Ltd). Około 1926 utworzono filię w Berlinie. Rok później Hoover otrzymał tytuł nadwornego dostawcy odkurzaczy dla brytyjskiego dworu. Około 1933 rozpoczęto w Europie produkcję odkurzaczy. Dodatkowo importowano je z fabryki w Kanadzie. W 1937 spółka weszła na londyńską giełdę.
Odkurzacze Hoovera były tak znane na Wyspach i Irlandii, że marka „Hoover” stała się synonimem odkurzacza.
Warto dodać, iż ówczesne odkurzacze domowe „były to wyposażone w wytrzymałe dmuchawy kotły, które wyglądały jak ogromny, stalowy garnek z pokrywką”. Wyparły one wielkich rozmiarów odkurzacze na powozach konnych, które mogły wsysać kurz z mieszkań poprzez długie, gumowe węże.
Rozwój przedsiębiorstwa nastąpił po II wojnie światowej. Bogacące się społeczeństwa Zachodu kupowały kolejne, nowe modele odkurzaczy. Hoover wypuścił na rynek odkurzacz piorący i wprowadzał modele o różnych kolorach. Pierwszy odkurzacz bezworkowy pojawił się w 2001 r. Najbardziej znane serie odkurzaczy to:
- „Junior” od lat 30. w Wielkiej Brytanii
- „Portable”
- „Swingette” i „PortaPower”
- „Slimline”

W międzyczasie założono muzeum firmy „Hoover Historical Center”.
Przedsiębiorstwo ulegało również przekształceniom własnościowym. W 1985 należało do Chicago Pacific Corporation, a od 1989 do firmy Maytag. W 1993 wydzielono europejską część przedsiębiorstwa jako Hoover European Appliances, która w 1995 została kupiona przez Candy. Amerykańska część The Hoover Company (Maytag) stała się w 2006 częścią koncernu Whirlpool Corporation. Zaś w 2007 sprzedana chińskiemu koncernowi TTI (Techtronic Industries). Zakończono też produkcję odkurzaczy w angielskiej fabryce w Merthyr Tydfil, a produkcję z USA przeniesiono do Meksyku.
Hoover posługuje się okrągłym, czerwonym logo z napisem „Hoover” oraz hasłem reklamowym „Generation Future”.
Obecnie Hoover koncentruje się na odkurzaczach, pralkach, pralko-suszarkach i suszarkach kondensacyjnych.

## Hoover w Polsce
W Polsce Hoover pojawił się po 1989 r. Pod koniec lat 90. popularne były serie odkurzaczy: „Telios” (najtańszy model), „Arianne” i „Sensory” (najdroższy). Ich zaletą były prosta obsługa, poręczny uchwyt do przenoszenia, łatwa wymienialność worków, wskaźnik zapełnienia worka, regulacja mocy ssania a wadą duże rozmiary, ciężar i głośność. Kontynuacją serii „Telios” są obecnie (2009) najprostsze i najtańsze odkurzacze serii „TF” („Flash”). Modele droższe posiadają m.in. filtr HEPA.
Ponadto w Polsce oferowane są (w 2009) modele serii TC („Alyx”), TFS („Freespace”), TPP („Purepower”), TS („Sensory”), TSE („Silent Energy”) oraz TW („Sprint”). Model „Alyx” wyróżnia się, np. oryginalnym wyglądem.
Do 2009 znajdowały się w sprzedaży modele: „Admiral”, „Alyx”, „Arianne”, „Freemotion” (TFC), „Freespace” (TFS), „Microspace” (SCT), „Octopus”, „Studio”, „Telios” (T), „Sensory”, „Sprint” (TW) w odmiennym wyglądzie oraz „Studio”.